# Прусская уния
Прусская уния — попытка примирения немецких лютеран и кальвинистов, предпринятая в рамках единой государственной церкви Пруссии.

## История

### Монархический период, (1817—1919)
Предпринята королём Фридрихом Вильгельмом III в 1817 году в рамках празднования 300-летия Реформации. Унификация вызвала протест со стороны консерваторов, получивших название старолютеран. В 1850 году был создан Евангелический верховный церковный совет (Evangelischer Oberkirchenrat), в 1873 году были созданы районные и провинциальные синоды, а в 1875 году — Генеральный синод. В 1875 году Евангелическая церковь Пруссии был переименована в Евангелическую церковь старых провинций Пруссии (Evangelische Landeskirche der älteren Provinzen Preußens), а в 1922 году в Церковь старопрусской унии (Evangelische Kirche der altpreußischen Union).

### Первая (Веймарская) республика и период диктатуры НСДАП (1919—1945)
В 1920 году части позенской и западно-прусской епархий были выделены в отдельную Унионистскую евангелическую церковь Польши (Unierte Evangelische Kirche in Polen, Ewangelicki Kościół Unijny w Polsce), оставшиеся части этих епархий были объединены в Позенско-Западно-Прусскую епархию, ещё одна часть Западно-Прусской епархии была выделена в Поместный синодальный союз Вольного города Данцига Старопрусской унии (Landessynodalverband der Freien Stadt Danzig der Altpreußischen Union), часть Восточно-Прусской епархии в Поместный синодальный союз Мемельланда (Landessynodalverband Memelgebiet), часть Силезской епархии в Унионинскую евангелическую церковь в Польской Верхней Силезии (Unierte Evangelische Kirche in Polnisch Oberschlesien). В 1922 году вошла в Союз немецких евангелических церквей (Deutscher Evangelischer Kirchenbund) (с 1933 года — Немецкая евангелическая церковь, с 1945 году — Евангелическая церковь Германии), год спустя - во Всемирный лютеранский конвент. В 1933 году должности генерал-супернинтендентов были переименованы в должности провинциальных епископов (Provinzialbischof), Позенско-Западно-Прусская епархия была присоединена к Померанской епархии. В 1940 году Поместный синодальный союз Мемельланда был присоединён к Восточно-Прусской епархии.

### Период союзнической оккупации (1945—1949)
В 1945 году в связи с депортацией немцев с территорий отошедших Польше и СССР прекратила существование Восточно-Прусская епархия, прочие епархии были преобразованы в поместные унионистские церкви, унионистская евангелическая церковь Польши была присоединена к Евангелическо-аугсбургской церкви Польской Республики. В 1948 году консистории Евангелической церкви Рейнланда и Евангелической церкви Вестфалии были переименованы в ландескирхенамты, председателями которых стали председатели земельных синодов, должность провинциальных епископов была упразднена, также в прежнем виде была упразднена должность суперинтендента, а суперинтендентами стали называться председатели благочиннических собраний, провинциальные епископы евангелических церквей Бранденбурга, Прусской Саксонии, Силезии и Померании стали называться епископами.

### Раскол Германии (1949—1991)
В 1953 году Евангелическая церковь Старопрусской унии были переименована в Евангелическую церковь Унии (Evangelische Kirche der Union), в которую вошли также унионистские евангелические церкви Анхальта, Бремена, обеих Гессенов, Нассау, Пфальца и Бадена. В 1969 году унионистские церкви восточных земель вошли в Союз евангелических церквей ГДР (просуществовал до 1991 года), в 1972 году они также образовали свои координационные органы (просуществовали до 1991 года).

### После объединения ФРГ и ГДР (с 1991)
В 2003 году Евангелическая церковь Унии была преобразована в Унию евангелических церквей (Union Evangelischer Kirchen, UEK).

## Организационная структура

### Довоенная структура
Евангелическая церковь Старопрусской унии имела коннексиональное управление (разновидность епископальной — промежуточная форма между епископальной и пресвитериальной) с элементами пресвитериального (синодального) управления (в виде приходских советов, благочиннических и епархиальных собраний и поместного собора). Церковь управлялась специальным коллегиальным ведомством — Евангелический высшим церковным советом (Evangelische Oberkirchenrat) (c 1951 г. — церковная канцелярия (Kirchenkanzlei)), состоявшим из президента, вице-президента (в 1933—1945 гг. существовала должность епископа (Landesbischof), с 1945 г. — его функции исполнял один из епископов епархий) и оберконисториальратов (oberkonsistorialrat), назначавшимся королём (с 1918 года избиравшейся поместным собором), при котором созывались консультативные поместные соборы (generalsynode), избиравшиеся епархиальными собраниями, в 1922—1945 гг. между поместными соборами действовал президиум поместного собора (generalsynodalvorstand) и церковный сенат (kirchensenat), также функции дисциплинарного суда была возложена на правовой комитет (Rechtsausschuss) и правовые комитеты при провинциальных синодах.
Церковь состояла из епархий (kirchenprovinz):
- Восточно-Прусская епархия (Kirchenprovinz Ostpreußen)
- Бранденбургская епархия (Kirchenprovinz Brandenburg)
- Померанская епархия (Kirchenprovinz Pommern)
- Позенско-Западно-Прусская епархия (Kirchenprovinz Grenzmark Posen-Westpreußen)
- Силезская епархия (Kirchenprovinz Schlesien)
- Саксонская епархия (Kirchenprovinz Sachsen)
- Вестфальская епархия (Kirchenprovinz Westfalen)
- Рейнландская епархия (Kirchenprovinz Rheinland)

Епархии состояли из благочиний (kirchenkreis), благочиния из приходов (kirchengemeinde).
Епархии
Каждая из епархий управлялись специальным коллегиальным ведомством — королевской консисторией (königliches konsistorium) (с 1918 года — евангелической консисторией (evangelisches konsistorium)), каждая из которых состоит из президента из мирян, вице-президента которым по должности являлся королевский генерал-суперинтендент (königliche generalsuperintendent) (с 1919 года — генерал-суперинтендент, с 1933 гг. — епископ (provinzialbischof, с 1945 года — bischof)), позднее — министерством, и консисториальратов (konsistorialrat) из духовенства и мирян, назначавшейся королём (с 1918 года — избиравшейся епархиальным собранием). При консисториях созывались консультативные епархиальные собрания (provinzialsynode), избиравшиеся благочинническими собраниями, в 1922—1945 гг. между епархиальными собраниями действовали президиумы епархиальных собраний (provinzialsynodalvorstand) и епархиальные советы (provinzialkirchenrat).
Благочиния
Благочиния управлялись королевскими суперинтендентами (königliche superintendent) (c 1918 года — суперинтендентами), назначавшимися королём, с 1918 года — избиравшимся благочинническим собранием, при суперинтендентах действовали консультативные благочиннические собрания (kreissynode), избиравшиеся приходскими советами, и действовавшие между ними — президиумы благочиннических собраний (kreissynodalvorstand).
Приходы
Приходы управлялись пасторами (pfarrer), при пасторах действовали консультативные приходские советы (kirchenvorstand), состоявшие из пастора и церковных старост (kirchenvorsitzender) выборных представителей от мирян, избиравшимися общинными представительствами (gemeindevertretung), которые в свою очередь избирались прихожанами.

### Послевоенная структура
Высший орган — общая конференция (Vollkonferenz), между ними — президиум (Präsidium), существовали также административный суд (Verwaltungsgericht) и административная судебная палата (Verwaltungsgerichtshof). Состоит из поместных церквей:
- Евангелическая церковь Берлина-Бранденбурга-Силезской Верхней Лужицы
- Евангелическая церковь Центральной Германии
- Евангелическая церковь Вестфалии
- Евангелическая церковь Рейнской Области
- Евангелическая церковь Гессена и Нассау
- Евангелическая церковь Кургессена-Вальдека
- Бременская евангелическая церковь
- Евангелическая поместная церковь Анхальта
- Евангелическая поместная церковь Бадена
- Евангелическая церковь Пфальца
- Евангелическо-реформатская церковь
- Липпская поместная церковь

Поместные церкви состоят из благочиний, благочиния из приходов.
Большинство поместных церквей имели епископальное управление, управляются старшими пасторами с титулом «епископа» (Bischop, Landesbischop в Евангелической церкви Бадена), «президента» (Kirchenpräsident) (Евангелические церкви Анхальта, Гессена и Нассау и Пфальца) или «суперинтендента» (Landessuperintendent) (Церковь Липпе), который также является президентом консистории (Landeskirchenamt). Имеется также сильный элемент пресвитериального (синодального) управления в виде поместного собора, благочиннических собраний и приходских советов, а также земельные церковные советы (в Евангелических церквях Центральной Германии, Пфальца и Бадена) и благочиннические советы (Kirchenkreisvorstand в Кургессене и Вальдеке). Евангелическая церковь Берлина-Бранденбурга-Силезской Верхней Лужицы имеет коннексиональное управление, управляется коллегиальным ведомством — консисторией, состоящий из светского президента, духовного вице-президента, которым по должности является епископ, духовных и светских консисториальных советников, благочиния возглавляются старшими пасторами с титулом «суперинтендента», приходы — пасторами. Имеется также сильный элемент пресвитериального (синодального) управления в виде поместного собора, благочиннических собраний и приходских советов. Схожее управление имеет также Бременская евангелическая церковь, возглавляемая церковным комитетом. Евангелические церкви Вестфалии и Рейнланда имеют синодальное управление, председатель синода является также президентом консистории.